# Clovis I
Clovis of Chlodovech, Hlodowig (ca. 465-511) was de eerste koning der Franken die alle Frankische stammen verenigde onder één heerser. Hij was ook de eerste katholieke koning die heerste over Gallië (Frankrijk). Hij was de zoon van Childerik I en Basina. Rond 481 volgde hij zijn vader op.

## Algemeen
De Salische Franken en de Ripuarische Franken waren Frankische stammen die het gebied ten westen van de Nederrijn bezetten, met hun centrum in een gebied bekend als Toxandrië, tussen de Maas en de Schelde (in wat nu België en Nederland is). Bij aanvang in 481 beschikte Clovis slechts over een machtsbasis ten zuidwesten hiervan, in de buurt van Doornik en Kamerijk, langs de moderne grens tussen Frankrijk en België. Clovis veroverde de naburige Salisch Frankische koninkrijken en bracht zijn rivaal Syagrius uit Soissons (Novidunum) ten val, waarmee hij het gezag over het resterende Romeinse leger ten noorden van de Loire verwierf  en zichzelf vestigde als enige heerser in het noorden van Gallië.
De kleine kerk waarin hij werd gedoopt, heet nu het klooster van Saint-Remi en er staat een standbeeld van hem, tijdens zijn doopsel door Remigius van Reims. Clovis en zijn vrouw Clothilde werden begraven in de basiliek van de Heilige Apostelen in Parijs, op de plek waar later de kerk van Sint-Genevieve kwam te staan (rue Clovis, 5e arrondissement). Na de sloop van deze kerk in 1807, is de tombe van Clovis overgebracht (in 1816) naar de abdijkerk van Saint-Denis. Het is echter niet bekend waar zijn stoffelijke resten zijn, omdat deze nooit zijn teruggevonden.
Clovis werd bekeerd tot het katholicisme op initiatief van zijn vrouw, Clothilde, een Bourgondisch Gotische prinses die, ondanks het arianisme dat haar aan het hof omringde, katholiek was. Het arianisme was de voornaamste godsdienst onder de Goten die in die tijd over het grootste gedeelte van Gallië ten zuiden van de Loire heersten. Clovis werd gedoopt in een kleine kerk die zich bevond op de plaats van, of naast de Kathedraal van Reims, de kerk waar de meeste toekomstige Franse koningen gekroond zouden worden. Deze daad was van enorm belang in de latere geschiedenis van West- en Centraal-Europa in het algemeen, omdat Clovis zijn domein uitbreidde over bijna de hele oude Romeinse provincie Gallië (ruwweg modern Frankrijk). Komende uit het huis van Merovech wordt hij beschouwd als de stichter van de Merovingische dynastie die heerste over de Franken voor de volgende twee eeuwen. Naar hem verwijst de naam van veel Franse koningen die later regeerden (van Clovis via Lovis naar Louis of Chlodovech - Lodewijk - Ludwig).

## Verovering van Gallië
| ■ Rijk van de Alemannen ■ Rijk van de Bourgondiërs ■ Rijk van de Franken | ■ Visigotische Rijk ■ Rijk van Syagrius ■ Armorica |

Gallië in 481:

Op 15-jarige leeftijd, in 481, volgde Clovis zijn vader op als koning van de Salische Franken in Doornik. In het begin was zijn grondgebied nog bescheiden. De Franken beheersten alleen het uiterste noorden van Gallië. Hij moest zijn macht bovendien delen met andere, deels aan hem verwante hertogen, leiders van naburige Salische stamgroepen. Bekend zijn Chararik en Ragnachar, van wie de laatste in Kamerijk resideerde. Bij de Rijn leefden de Ripuarische Franken, een zelfstandige stam.
Gallië was verder verdeeld in Romeinse restgebieden onder Syagrius (rondom Parijs en Soissons) en Arbogastes bij Trier,  het zuiden en zuidwesten, dat deel uitmaakte van het koninkrijk van de Visigoten, en zelfstandige koninkrijken van de Alemannen en Bourgondiërs in het oosten en Bretagne in het westen.

### Syagrius
Door de dood van de Visigotische koning Eurik werd het machtsevenwicht in Gallië tijdelijk verstoord en had Clovis de mogelijkheid zijn macht uit te breiden. Hij wist de meeste andere Salische Franken en de Ripuarische Franken te verenigen en in 486 versloeg hij (mogelijk samen met de Alemannen) Syagrius bij Soissons. De stad Trier waar Arbogastes heerste nam hij eveneens in.
Het gebied van de Romeinen werd Neustrië (nieuw land) genoemd. Clovis en zijn luitenants werden in Reims, eens hoofdstad van de Romeinse provincie Belgica Secunda, toegejuicht als nieuwe bestuurders, volgens de heilige Remigius, alsof het nieuw aangestelde Romeinse ambtenaren waren tijdens hun adventus in de hoofdstad. Clovis had nu duidelijk een leidende rol onder de Franken, maar was formeel nog gelijkwaardig aan de andere Frankische leiders, die ook delen van de nieuwe gebieden kregen. De Franken heersten nu over een groot gebied met een nog min of meer intacte Gallo-Romeinse samenleving en economie (steden, kerk, onderwijs, geschoolde ambachtslieden) wat de basis vormde voor hun verdere expansie. Syagrius vluchtte naar de Visigoten maar werd in 487 uitgeleverd aan Clovis en ter dood gebracht.
Het verhaal van de Vaas van Soissons illustreert dat in deze tijd iedere vrije Frank nog de wil van de koning kon trotseren, als hij het recht aan zijn zijde had.
Na deze campagne keerde Clovis zich tegen Chararik die hem niet tegen Syagrius had willen volgen. Hij ontnam hem en zijn zoons hun macht en schoor hun lange haren en baarden – tekens van de koninklijke waardigheid – af. Toen hij vervolgens een gerucht hoorde dat ze tegen elkaar hadden gezegd dat ze gewoon moesten wachten tot hun haren weer aangroeien, liet hij ze alsnog vermoorden.
In 491 versloeg hij een leger van de Thüringers, de oostelijke buren van de Franken, die daarna ook zijn gezag erkenden. Clovis stuurde vaak ambassadeurs naar Bourgondië, waar ze de jonge Clotilde ontmoetten. Toen ze haar schoonheid en intelligentie opmerkten en hoorden dat ze van koninklijk bloed was, brachten ze de koning op de hoogte. Clovis stuurde onmiddellijk een gezant naar Gundobad om Clotilde als zijn vrouw te vragen. Hij durfde niet te weigeren en gaf haar in de handen van de boodschappers, en Clovis trouwde met haar. Hoewel het koninklijk huis van Bourgondië de Ariaanse belijdenis had, had Clotilde zich, onder invloed van haar moeder Agrippina, al bekeerd tot het Niceaanse christendom .
In 493 trouwde Clovis met de Bourgondische prinses Clothilde. Zij was katholiek terwijl hij nog de oude Germaanse goden vereerde. Clovis werd nu algemeen als een belangrijk vorst erkend. Hij huwelijkte zijn zuster, Audofleda, uit aan Theoderik de Grote, koning van de Ostrogoten. Zijn vrouw, Clothilde, probeerde Clovis tot 496 tevergeefs tot het christelijk geloof te bekeren. Wel werden hun kinderen gedoopt, maar het feit dat deze gedoopte kinderen ziek werden en stierven, was voor Clovis een extra reden om zich niet te willen bekeren.

### De Alemannen
In 496 vielen de Alemannen de Ripuarische Franken aan. Hun koning Sigebert riep de hulp in van de Salische Franken. Aan het kruispunt van de heerbanen Bavay – Keulen, en Straatsburg – Keulen, kwam het nabij Tolbiac, nu Zülpich, tot een treffen. In eerste instantie leken de Alemannen de slag te winnen, maar uiteindelijk wisten de Franken de overwinning te behalen.
Volgens de legende had Clovis tijdens het dieptepunt van de slag Wodan aangeroepen en om een overwinning gevraagd. Maar de Frankische verliezen bleven doorgaan. Toen dacht hij aan zijn christelijke echtgenote Clothilde, en zei: "God van mijn vrouw: als gij echt zo sterk zijt als mijn vrouw beweert, kom mij dan helpen en laat mij winnen. Dan zal ik mij tot het christendom bekeren." Daarop zou het tij zich hebben gekeerd voor de Franken in de strijd en zouden de Franken de slag winnen. Clovis zou zich aan zijn gelofte houden en in 496 bekeerd zijn.
Zowel Edward James als Marinus Wes argumenteren dat Clovis waarschijnlijk al in zijn kindertijd een ariaan was en dus niet rechtstreeks vanuit het heidendom tot het katholicisme overging, zoals Gregorius dat graag voorstelde. Ook Clovis’ omgeving, en dus alle Frankische notabelen, waren rond 500 zo goed als zeker oorspronkelijk arianen.
In 506 versloeg Clovis de Alemannen opnieuw, ditmaal bij Straatsburg. De Franken achtervolgden de Alemannen tot in het gebied van de Ostrogoten. De gebieden van de Alemannen in het westen van hun koninkrijk en het Rijnland (behalve de Elzas) werden door de Franken ingelijfd. Deze oorlog van Clovis leek te zijn bedoeld om de dreiging van de Alemannen in zijn rug weg te nemen, alvorens hij het jaar daarop met zijn oorlog tegen de Visigoten begon.

### De bekering van Clovis

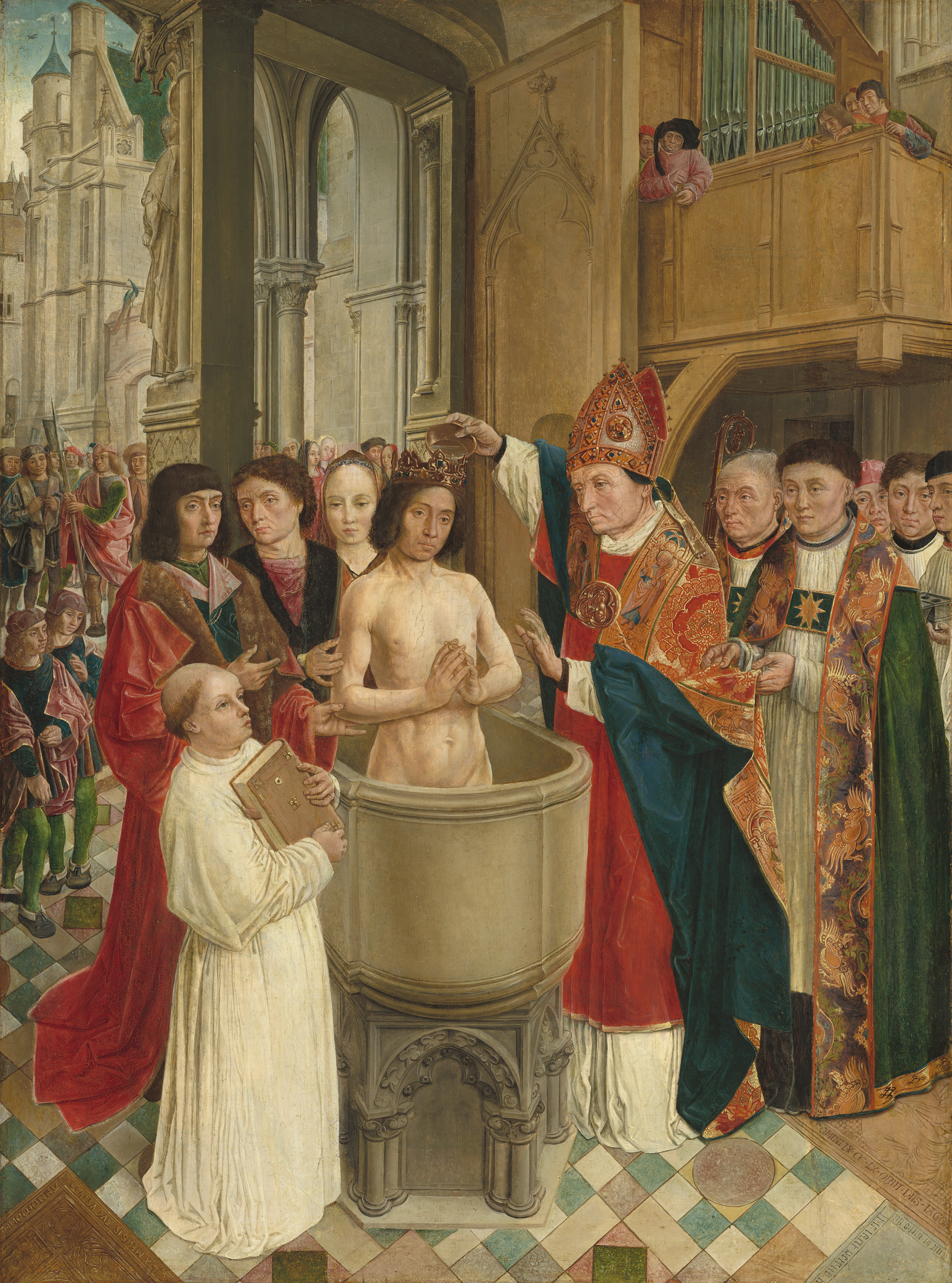
De doop van Clovis
(ca.1500), van een onbekende Franse schilder uit Saint-Gilles, National Gallery of Art

De bekering van Clovis tot het katholieke christendom was van groot politiek belang. Terwijl alle Germaanse vorsten ariaans of heidens waren, maakte dit hem tot de held van de katholieke Gallo-Romeinse bevolking. Het jaar van zijn doop is niet met zekerheid bekend en ook 497, 498, 499, 507 en 508 worden als mogelijkheid genoemd.

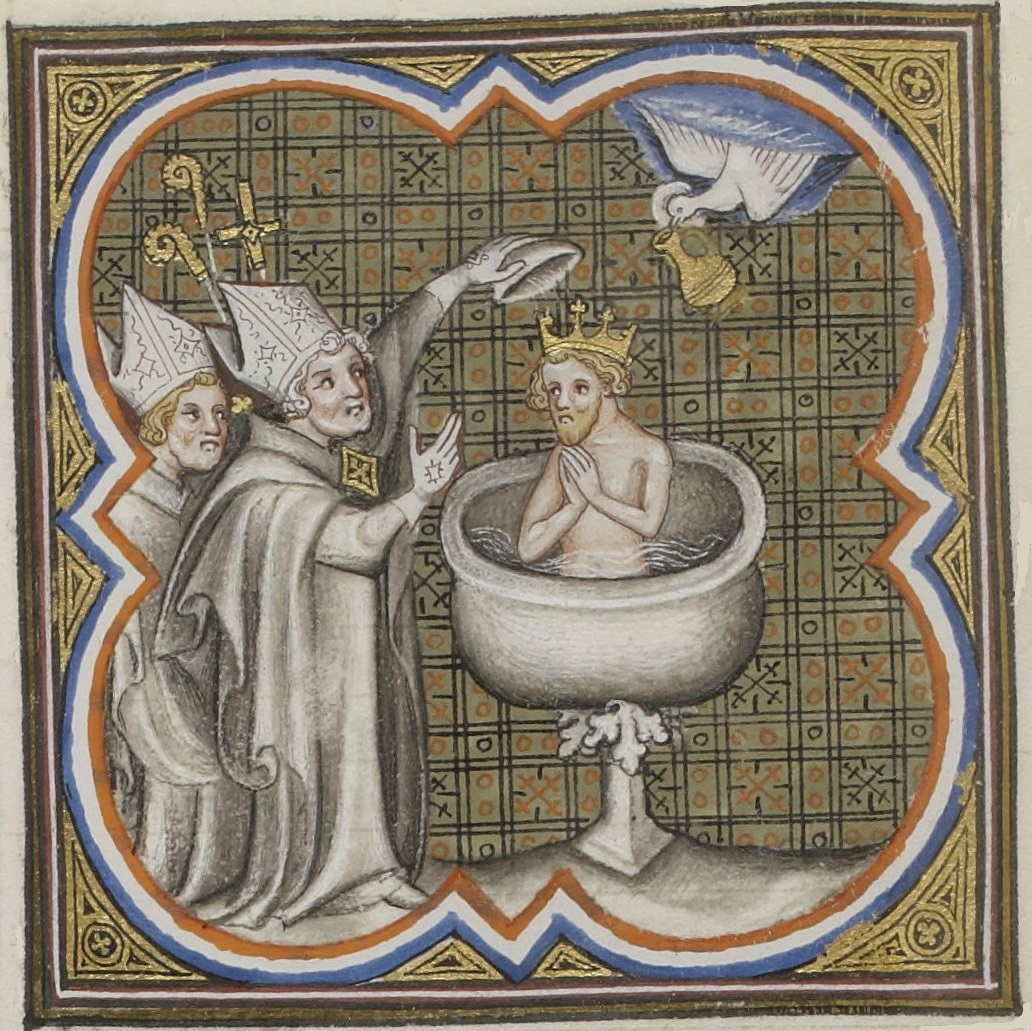
De doop van Clovis
(ca.1375), miniatuur uit de Grandes Chroniques de France

Clovis werd gedoopt door Remigius van Reims (in het Frans saint Remi). Zijn voorbeeld werd gevolgd door zijn twee zusters, Audofleda en Lantechilde, en volgens Gregorius ook drieduizend van zijn krijgers. Dit aantal lijkt echter meer geïnspireerd door de Bijbel (Handelingen van de apostelen, 2:41) waar ook ongeveer drieduizend bekeerlingen genoemd worden. Een leger van bisschoppen en priesters zou hen allen hebben gedoopt. Een vroom christen werd koning Clovis uit het geslacht van de Merovingers allerminst. Zijn wreedheid bleef onveranderd groot en iedereen die hij beschouwde als een potentiële belager van zijn macht, werd vermoord. En zijn opvolgers zouden wat dat betreft weinig voor hem onderdoen. De geschiedenis van de Merovingers werd een aaneenschakeling van moorden en wreedheden.

De uitbreiding van de Frankische heerschappij over Gallië onder Clovis

### De Bourgondiërs
In 499 sloot Clovis een verdrag met de Bourgondische deelkoning Godigisel tegen diens rivaal Gundobad. Dit was voor Clovis ook een persoonlijke kwestie omdat Gundobad de moordenaar van zijn schoonouders was, terwijl Godigisel zijn vrouw Clothilde destijds juist in bescherming had genomen. In 500 verzekerde hij zijn rugdekking door een verdrag met Bretagne af te sluiten en trok op tegen Bourgondië. Clovis en Godigisel versloegen Gundobad in de Slag bij Dijon. Gundobad vluchtte daarop naar Avignon, maar een opmars van de Visigoten dwong Clovis en Godigisel om zich terug te trekken. Nadat Godigisel was gedood, werd door Theoderik van de Ostrogoten een vrede bemiddeld. De uitkomsten van de onderhandelingen waren:
- Gundobad werd koning van geheel Bourgondië, maar moest in de praktijk een sterke invloed van Clovis accepteren
- Gundobad en Clovis sloten een bondgenootschap
- de Visigoten kregen Avignon

### De Visigoten
Nadat de Franken Syagrius hadden verslagen, werd het snel duidelijk dat zij de belangrijke rivalen van de Visigoten om de macht in Gallië zouden worden. Deze rivaliteit werd nog veel sterker na de bekering van Clovis, waarna de katholieke onderdanen van de Visigoten regelmatig een beroep op hem deden. Al in 498 had Clovis een veldtocht ondernomen tegen de Visigoten die hem tot bij Bordeaux bracht maar uiteindelijk geen resultaten opleverde. Na de confrontatie over Bourgondië in 500 volgde een periode van toenadering. Er vond een persoonlijke ontmoeting plaats tussen Clovis en Alarik II en in 502 trouwde Clovis' zoon Theuderik met een dochter van Alarik.
In 507 maakte Clovis afspraken met de Romeinse keizer Anastasius I om gezamenlijk de Goten aan te vallen. De keizer schonk Clovis in dat verband een diadeem en een mantel. Clovis profileerde zich in deze oorlog sterk als de verdediger van het katholieke geloof en de katholieke onderdanen van de ariaanse Visigoten. Hij versloeg samen met de Bourgondiërs, de Auvergners en de Ripuarische Franken, de Visigoten in de Slag bij Vouillé (Voulan bij Poitiers) en doodde eigenhandig hun koning Alarik II. Anastasius erkende zijn succes door hem tot ereconsul te benoemen. Hoewel de Bourgondiërs Narbonne wisten te veroveren, en ook tot 511 bezet zouden houden, lukte het hen niet om Septimanië te veroveren door de interventie van Theoderik van de Ostrogoten. Clovis overwinterde in Bordeaux. Hij veroverde in 508 samen met de Bourgondiërs Toulouse en kreeg de schat van de Visigoten in handen. Zijn zoon Theoderik bezette intussen Auvergne. Afgezien van Septimanië hadden de Franken nu alle gebieden van de Visigoten in Gallië in handen.

## Het bouwen van een staat

Verdeling van het Frankische Rijk na Clovis' dood:
Theuderik I (Reims)
Chlodomer (Orléans)
Childebert I (Parijs)
Chlotarius I (Soissons)

Al in 486 had Clovis de Salische vorsten die hem niet hadden gesteund, geëlimineerd. Na zijn overwinning op de Visigoten in 508 begon hij een campagne om alle Frankische koningen en aanvoerders, die in theorie gelijkwaardig aan hem waren, uit de weg te ruimen en alleen koning van de Franken te worden – hoewel ze meer dan twintig jaar lang zijn trouwe bondgenoten waren geweest. De Salische koningen Ragnachar, Ricchar en Rignomer, die grote gebieden bestuurden in het westen van Frankrijk, werden verslagen en vermoord. Tijdens de oorlog tegen de Visigoten had Clovis Cloderic, de kroonprins van de Ripuarische Franken, opgestookt om de macht te grijpen ten koste van zijn vader Sigebert de Lamme. Nadat Cloderic de raad van Clovis had opgevolgd en in 509 zijn vader vermoordde, liet Clovis (die voorwendde verontwaardigd te zijn) Cloderic op zijn beurt ter dood brengen (510) als straf voor zijn schandelijke misdaad. Clovis riep zich daarop ook tot koning van de Ripuarische Franken uit en was daarmee de enige koning van alle Franken.
In 508 schonk Clovis rijke giften aan het klooster van Saint-Martin in Tours. Hij maakte Parijs tot hoofdstad en woonde van 508 tot aan zijn dood in het van oorsprong Gallo-Romeinse fort op het Île de la Cité, waaruit later het Palais de la Cité ontstond. In Parijs stichtte hij de kerk van Petrus en Paulus (Saints-Apôtres). Dit was vrijwel zeker een nabootsing (imitatio) van Constantijn de Grote die in Constantinopel was begraven in de kerk van de apostelen. Clovis en Clothilde zouden in deze kerk worden begraven. Omdat de heilige Geneviève ook in deze kerk werd begraven, werd de kerk later naar haar genoemd. Op de plaats van deze kerk staat tegenwoordig het Panthéon. In 511 riep Clovis het concilie van Orléans (511) bijeen om de hechte band tussen kerk en staat te bevestigen. Bisschoppen zouden door een synode onder voorzitterschap van de koning worden benoemd, en ze waren belastingplichtig. Clovis zond ook een votiefkroon naar de paus.
Clovis liet ook een wetboek opstellen dat was gebaseerd op het Salische gewoonterecht, maar introduceerde daarin wel een systeem van hovelingen en kerkelijke en burgerlijke bestuurders (graven), in plaats van het oude adelsbegrip. Hij maakte in het wetboek een apart onderscheid voor de Gallo-Romeinse bevolking. Met zijn wetboek nam Clovis definitief afscheid van het oud-Germaanse idee van koningschap en introduceerde hij het middeleeuwse model.
Na zijn dood werd het Frankische Rijk, naar Salisch recht, verdeeld onder zijn mannelijke nakomelingen Theuderik I (Reims), Childebert I (Parijs), Chlodomer (Orléans) en Chlotarius I (Soissons).

## Familie en nakomelingen
Clovis was tweemaal getrouwd:
- eerste huwelijk met een prinses van de Ripuarische Franken, mogelijk met de naam Amalberga. Kinderen:
  - Theuderik (485-533)
- tweede huwelijk (493) met Clothilde (480-545). Kinderen – drie zonen en een dochter:
  - Chlodomer (495-524)
  - Childebert I (496-558)
  - Chlotarius I (497-561)
  - Clothilde (502-531)

De mannelijke lijn van zijn nakomelingen eindigde met Childerik III en zijn zoon Theuderik (V) ten tijde van Karel Martel en diens zoon Pepijn de Korte.